# Remedios de Escalada
Remedios de Escalada är en ort i Argentina.   Den ligger i provinsen Buenos Aires, i den centrala delen av landet, i huvudstaden Buenos Aires. Remedios de Escalada ligger 11 meter över havet och antalet invånare är 81 465.
Terrängen runt Remedios de Escalada är mycket platt. Runt Remedios de Escalada är det mycket tätbefolkat, med 5 399 invånare per kvadratkilometer.. Närmaste större samhälle är Buenos Aires, 12,4 km norr om Remedios de Escalada.
Runt Remedios de Escalada är det i huvudsak tätbebyggt.